# HC Comet Praha
HC Comet Praha (celým názvem: Hockey Club Comet Praha) byl český klub ledního hokeje, který sídlil v pražském Smíchově. V letech 1994–2010 působil v Pražském krajském přeboru, čtvrté české nejvyšší soutěži ledního hokeje. Založen byl v roce 1994 po vstupu do Krajského přeboru. Zanikl v roce 2010.
Své domácí zápasy odehrával na zimním stadionu Nikolajka s kapacitou 2 100 diváků.

## Přehled ligové účasti
Stručný přehled
Zdroj:
- 1994–2010: Krajský přebor - Praha (4. ligová úroveň v České republice)

Jednotlivé ročníky
Zdroj:
Legenda: ZČ - základní část, červené podbarvení - sestup, zelené podbarvení - postup, fialové podbarvení - reorganizace, změna skupiny či soutěže
| Česko (1994 – 2010) |                        |           |           |                                       |          |
| Sezóny              | Soutěž                 | Úroveň    | ZČ        | Play-off, nadstavba, sk. o udržení... | Poznámky |
| 1994/95             | Krajský přebor - Praha | 4. úroveň | 5. místo  |                                       |          |
| 1995/96             | Krajský přebor - Praha | 4. úroveň | 7. místo  |                                       |          |
| 1996/97             | Krajský přebor - Praha | 4. úroveň | 8. místo  |                                       |          |
| 1997/98             | Krajský přebor - Praha | 4. úroveň | 8. místo  |                                       |          |
| 1998/99             | Krajský přebor - Praha | 4. úroveň | 9. místo  | Skupina o umístění (9. místo)         |          |
| 1999/00             | Krajský přebor - Praha | 4. úroveň | 7. místo  | Skupina o umístění (7. místo)         |          |
| 2000/01             | Krajský přebor - Praha | 4. úroveň | 6. místo  |                                       |          |
| 2001/02             | Krajský přebor - Praha | 4. úroveň | 8. místo  | Skupina o umístění (8. místo)         |          |
| 2002/03             | Krajský přebor - Praha | 4. úroveň | 6. místo  | Skupina o umístění (5. místo)         |          |
| 2003/04             | Krajský přebor - Praha | 4. úroveň | 9. místo  | Skupina o umístění (8. místo)         |          |
| 2004/05             | Krajský přebor - Praha | 4. úroveň | 10. místo | Skupina o umístění (8. místo)         |          |
| 2005/06             | Krajský přebor - Praha | 4. úroveň | 5. místo  | Skupina o umístění (5. místo)         |          |
| 2006/07             | Krajský přebor - Praha | 4. úroveň | 5. místo  |                                       |          |
| 2007/08             | Krajský přebor - Praha | 4. úroveň | 5. místo  |                                       |          |
| 2008/09             | Krajský přebor - Praha | 4. úroveň | 5. místo  |                                       |          |
| 2009/10             | Krajský přebor - Praha | 4. úroveň | 7. místo  |                                       |          |